# 박완규의 스2라이크
《박완규의 스2라이크》는 온게임넷의 예능 프로그램이다. 6주간 박완규가 스타크래프트II에 대한 강의를 받은 후 박완규배 스타리그를 개최, 스타리그 결승에서 해설을 해낸다는 컨셉의 프로그램이다.

## 방송 내용
| 회차 | 방송 일자        | 수업 교재                                                | 게스트 |
| ---- | ---------------- | -------------------------------------------------------- | ------ |
| 1    | 2012년 9월 11일  | SK플래닛 스타크래프트 II 프로리그 시즌2 송병구 vs 전태양 | 송병구 |
| 2    | 2012년 9월 18일  | SK플래닛 스타크래프트 II 프로리그 시즌2 허영무 vs 이제동 | 허영무 |
| 3    | 2012년 9월 25일  | WCG 2012 한국대표선발전 결승전 이정훈 vs 최용화          | 이정훈 |
| 4    | 2012년 10월 2일  | SK플래닛 스타크래프트 II 프로리그 시즌2 신상문 vs 김택용 | 신상문 |
| 5    | 2012년 10월 9일  |                                                          |        |
| 6    | 2012년 10월 16일 |                                                          |        |
| 7    | 2012년 10월 30일 |                                                          |        |
| 8    | 2012년 11월 6일  |                                                          |        |